# Torre de Ebrí

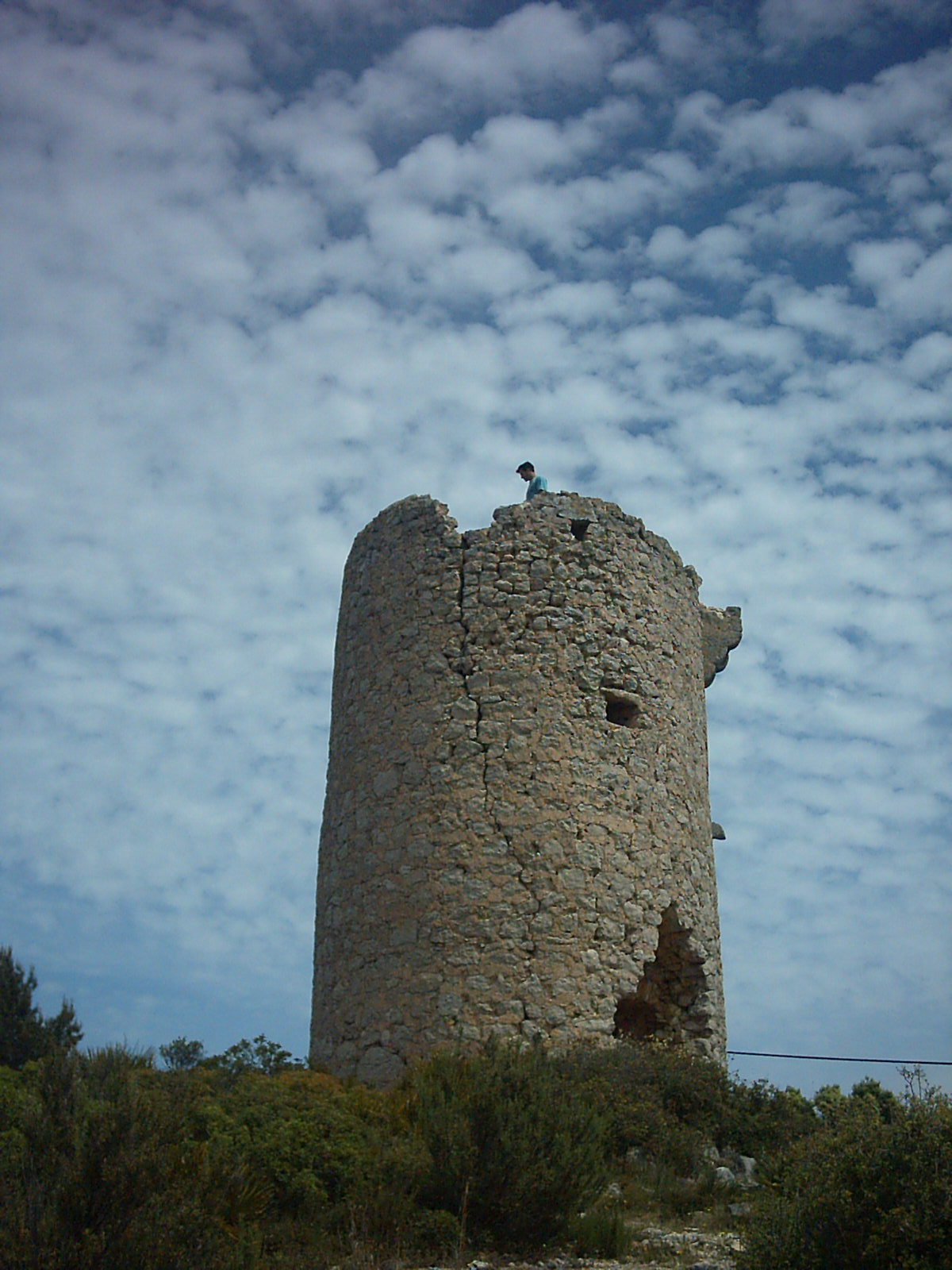
Torre Ebrí (Alcalà de Chivert)

La Torre de Ebrí, situada en el término municipal de Alcalá de Chivert (provincia de Castellón, España), en la sierra de Irta a una altura sobre el nivel del mar de 499 metros, es una torre vigía que formaba parte del sistema de alerta y vigía del castillo de Chivert, cuyos orígenes parecen remontarse al siglo XVI cuando las incursiones berberiscas obligaron a construir estas torres para que desde ellas pudiera darse aviso a las poblaciones del litoral mediterráneo que en mayor o menor medida venían sufriendo razzias que afectaban a las poblaciones costeras con botines y cautivos por los que pedían después elevados rescates. 
Construida sobre una base circular de 5.5 m de diámetro, se eleva hasta 8.5 m de altura. En su interior se observan los restos de las estancias a las que se accedía a través de escaleras de mano. Desde ella se divisa Peñíscola, Alcalá de Xivert, Torrenostra, Montes del Desierto de Las Palmas y naturalmente todo el paisaje de Alcossebre.